# Hôtel de Coëtlogon
El hôtel de Coëtlogon o Hôtel Giraud es un antiguo hôtel particulier, ubicada en el n ., place Vendôme, al sur de la plaza y contiguo al hotel Batailhe de Francès y el Hôtel d'Orsignyen el 1 distrito de París.
Construido por el arquitecto Jacques V Gabriel, de 1719 a 1721, para el financiero John Law de Lauriston y luego para René-Charles-Élisabeth de Coëtlogon, alberga con el Hôtel d'Orsigny el Hotel Bristol entre 1840 y 1914.
Ha sido propiedad, desde 1989, de Hassanal Bolkiah, sultán de Brunéi .

## Historia
En 1703, el arquitecto Pierre Bullet compró el terreno, que vendió sin construir, al financiero John Law de Lauriston en 1718.
En 1719 fue construido por el arquitecto Jacques V Gabriel, pero sin embargo quedó inacabado cuando fue vendido en 1720 al vizconde René-Charles-Élisabeth de Coëtlogon, síndico de los Estados de Bretaña
En 1729, el vizconde lo vendió al agricultor general Marie-Olivier de Montluçon, quien lo vendió en 1751 a su sobrino, Jacques-Olivier de Vaugier, síndico de finanzas de Lyon.
En 1778, el granjero general, Jean-Louis Loiseau de Béranger de Mauléon, lo adquirió para revenderlo sólo dos después, a Michel de Laborde de Monpezat, consejero de la corte de auxilio, cuyo hermano lo vendió en 1783, a Philippe-Laurent. de Joubert.
En 1788, fue adquirido por el escultor Jean-Baptiste Giraud, miembro de la Academia de Bellas Artes, quien instaló allí una galería de esculturas. Los herederos de Giraud vendieron el hotel a Roger Monlenard en 1839. Este último también adquirió el 5, los hizo comunicar y fundó al año siguiente, el hotel Bristol. Este hotel recibe, con el Hotel du Rhin, ubicado en el n 4 y n 6 del lugar, todas las cabezas coronadas de la época, como : el rey Eduardo VII en 1909, el príncipe Alejandro de Serbia, o incluso el rey Carlos I de Portugal, que descendió allí por última vez en noviembre de 1907 antes de su muerte el 11 de febrero de 1908. El hotel cerró en 1914, en vísperas de la Primera Guerra Mundial.
Los dos edificios fueron vendidos en 1919 a la empresa inmobiliaria Place Vendôme, que arrendó todo el complejo a Banker's Trust Company hasta 1940. Sufrieron grandes reformas desde 1920, bajo la dirección del arquitecto Charly Knight.
En 1989, los dos edificios fueron vendidos a Hassanal Bolkiah, sultán de Brunéi, quien mandó llevar a cabo numerosos trabajos de desarrollo, en particular por parte del diseñador de interiores Jacques Garcia, quien, gracias a este logro, se ofreció a sí mismo el Chateau de Champs-de. -Bataille en 1992.
Muy rara vez habitados, los dos edificios siguen siendo hoy propiedad del sultán de Brunéi. También es uno de los pocos hoteles locales que es exclusivamente "burgués", sin locales comerciales en la planta baja.

## Protección
Está parcialmente clasificado como monumento histórico, por sus fachadas y cubiertas, por orden del18 août 199018 de agosto de 1990.